# Lophyrocera variabilis
Lophyrocera variabilis is een vliesvleugelig insect uit de familie Eucharitidae. De wetenschappelijke naam is voor het eerst geldig gepubliceerd in 2008 door Torréns, Heraty & Fidalgo.